# Phaenicophaeus
Phaenicophaeus es un género de aves cuculiformes de la familia Cuculidae conocidas vulgarmente como  malcohas, ligadas a las áreas tropicales de Asia.

## Especies
El género Phaenicophaeus incluye siete especies:
- Phaenicophaeus diardi - malcoha ventrinegro;
- Phaenicophaeus sumatranus - malcoha ventrirrufo;
- Phaenicophaeus viridirostris - malcoha cariazul;
- Phaenicophaeus tristis - malcoha sombrío;
- Phaenicophaeus curvirostris - malcoha pechicastaño;
- Phaenicophaeus oeneicaudus - malcoha de Mentawai;
- Phaenicophaeus pyrrhocephalus - malcoha carirrojo.